# Notoplax rosea
Notoplax rosea is een keverslakkensoort uit de familie van de Acanthochitonidae. De wetenschappelijke naam van de soort is voor het eerst geldig gepubliceerd in 1940 door Leloup.